# Euphorbia jenisseiensis
Euphorbia jenisseiensis är en törelväxtart som beskrevs av Baikov. Euphorbia jenisseiensis ingår i släktet törlar, och familjen törelväxter. Inga underarter finns listade i Catalogue of Life.